# جون هيويت (لاعب كرة قدم)
جون هيويت (بالإنجليزية: John Hewitt)‏ هو لاعب كرة قدم بريطاني، ولد في 9 فبراير 1963 في أبردين في المملكة المتحدة. شارك مع منتخب اسكتلندا تحت 21 سنة لكرة القدم. أما مع النوادي، فقد لعب مع نادي أبردين ونادي دوندالك ونادي روس كاونتي ونادي سانت ميرين ونادي سلتيك ونادي ميدلزبره.

## وصلات خارجية
- جون هيويت على موقع قاعدة بيانات كرة القدم.إي يو (الإنجليزية)